# Ypsolopha sordida
Ypsolopha sordida là một loài bướm đêm thuộc họ Ypsolophidae. Loài này có ở miền nam Trung Quốc.
Chiều dài cánh trước là 10.8 mm.